# Famille von Kotzebue
 (juin 2023).
Si vous disposez d'ouvrages ou d'articles de référence ou si vous connaissez des sites web de qualité traitant du thème abordé ici, merci de compléter l'article en donnant les références utiles à sa vérifiabilité et en les liant à la section « Notes et références ».
Pour les articles homonymes, voir Kotzebue.
La famille von Kotzebue est une famille noble d'origine allemande, remontant au XVe siècle. Elle s'installe en actuelle Estonie, alors dans l'Empire russe, au XVIIIe siècle, et retourne en Allemagne après la révolution de 1917.

## Histoire

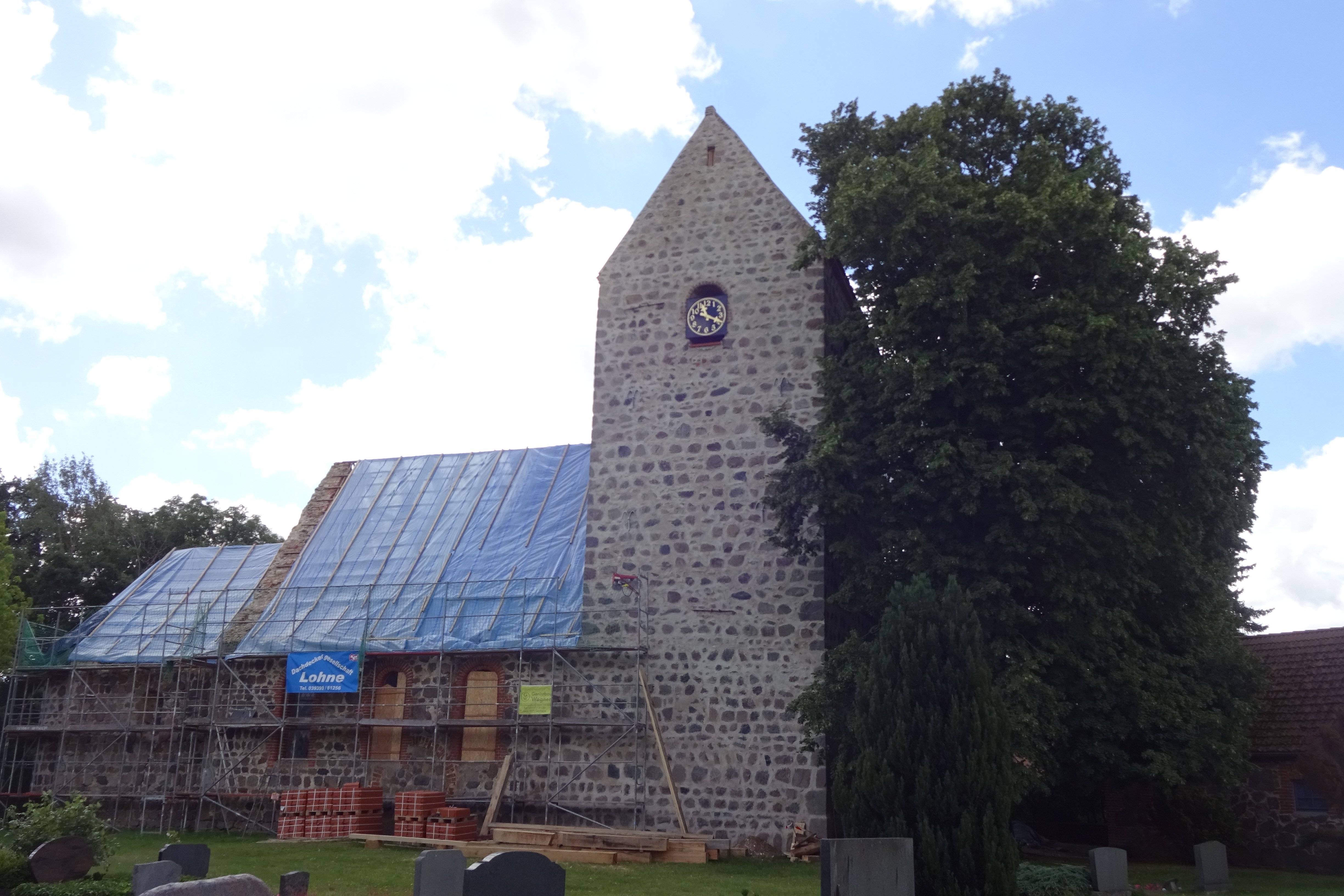
L'église de Kossebau.

L'histoire de la famille remonte à Henning Kossebu, originaire de Stendel dans l'Altmark, mentionné en 1420, et à Arnd Cassebu (1420-1454), conseiller municipal de Soltwedel. Les racines de la famille sont au village de Kossebau faisant actuellement partie de la commune d'Altmärkische Höhe près d'Arendsee. Jakob von Kotzebue (1527-1597) est l'ancêtre direct de la famille. Il était chambellan du conseil, c'est-à-dire conseiller et responsable des finances, de Magdebourg.
La famille acquiert sa renommée au Baltikum, lorsque le poète August von Kotzebue (Август фон Коцебу) est inscrit aux registres de la noblesse russe en 1785. Son assassinat en 1819 offre un prétexte pour adopter les décrets de Carlsbad. L'officier Otto von Kotzebue, son fils, atteint la gloire en faisant trois fois le tour du monde et en explorant le Pacifique pour le compte de l'Empire russe au début du XIXe siècle. Ses descendants sont élevés au titre de comte russe en 1874. Le peintre Wilhelm von Kotzebue, quant à lui, obtient en plus la noblesse du royaume de Bavière, le 17 janvier 1906.

## Personnalités

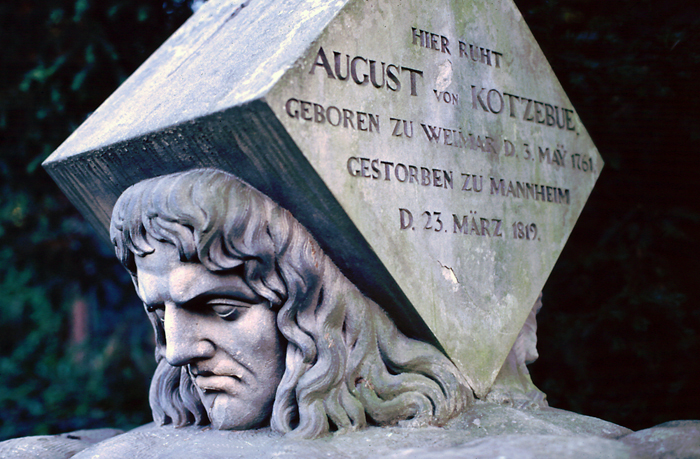
Détail de la tombe d'August von Kotzebue à Mannheim.

- Johann von Kotzebue (1616-1677), abbé de l'abbaye cistercienne de Loccum.
- Georg Carl von Kotzebue (1668-1730), abbé de l'abbaye bénédictine de Bursfelde de 1700 à 1730.
- August von Kotzebue (1761-1819), poète, dramaturge et écrivain, espion au service de la Russie.
  - Otto von Kotzebue (1787-1846), fils d'August, explorateur et capitaine.
  - Moritz von Kotzebue (ru) (1789-1861), lieutenant-général et sénateur de l'Empire russe. Fils d'August.
  - comte Paul von Kotzebue (1801-1884), fils d'August. Général de l'armée impériale russe, combattant lors de la guerre de Crimée, il fut gouverneur militaire de Varsovie, alors dans au sein de l'Empire russe. Premier et unique mâle de la branche comtale, l'époux de sa fille Alexandra Mathilde von Kotzebue, le lieutenant-général Theodor Pilar von Pilchau, est autorisé par Alexandre II de Russie en 1878 à reprendre le nom et le titre de comte von Kotzebue et à s'appeler à l'avenir comte Theodor Kotzebue-Pilar von Pilchau (et)  (1848–1911).
  - Wilhelm von Kotzebue (ru) (1813-1887), écrivain et dramaturge, diplomate, il fut conseiller d'État puis conseiller privé impérial. Il étudia au Lycée de Tsarskoïe Selo. Fils d'August.
  - Alexandre von Kotzebue (1815-1889), fils d'August, peintre militaire auprès de la cour de Russie.
    - Wilhelm von Kotzebue (1864-1952), peintre auprès de la cour de Bavière. Fils du précédent.
      - Otto von Kotzebue (de) (1936), peintre. Petit-fils de Alexandre et neveu du précédent.

## Domaines
- Manoir de Kau
- Manoir de Mecks